# Belleruche
Belleruche est un groupe de musique anglais, du nord de Londres, fondé en 2005. Il se compose de trois membres, la chanteuse Kathrin deBoer, le guitariste Ricky Fabulous, et DJ Modest chargé des scratchs et de la production. Son style est au carrefour des musiques soul, trip hop, jazz manouche et électronique années 90's.
Le groupe fonde son propre label, Hippoflex, sur lequel il publie ses premiers maxis, avant de signer un premier album avec le label Tru Thoughts.
En France, le groupe s'est notamment fait connaître grâce à différents festivals, comme le printemps de Bourges, les paradis artificiels à Lille, Blues autour du Zinc à Beauvais, Au Foin de la Rue à Saint-Denis-de-Gastines, le festival des Artefacts à Strasbourg, etc.
Le groupe a officiellement annoncé sa séparation en Octobre 2013.

## Discographie

### Albums
- 2007: Turntable soul music
- 2008: The Express
- 2010: 270 stories
- 2010: The Liberty
- 2012: Rollerchain

### Maxis et singles
- 2005: Reflection / Bird Mess
- 2005: The Itch/13:6:34
- 2006: 4 Songs EP
- 2008: Anything You Want (Not that)/Don't Let Them Push You Around
- 2008: Northern Girls
- 2010: Clockwatching/Mirror In The Bathroom
- 2010: Fuzz Face
- 2012: Limelight / Longer Days, Longer Nights